# Ротавірусна інфекція
Ротаві́русна інфе́кція (англ. r1otaviral enteritis — ротавірусний ентерит) — інфекційна хвороба вірусного походження, яка перебігає з тяжкою діареєю. Є найчастішою причиною тяжкої діареї, нерідко смертельної, у немовлят і маленьких дітей.
Майже кожна дитина у світі до досягнення п'яти років заражається ротавірусом принаймні один раз. Однак з кожним зараженням імунітет зростає, і наступні зараження є менш тяжкими за перебігом; дорослі рідко хворіють на цю хворобу. Існує п'ять видів ротавірусу, які називають A, B, C, D та E. Найпоширенішим є ротавірус A — він є причиною понад 90 % випадків заражень людини.

## Історичні відомості

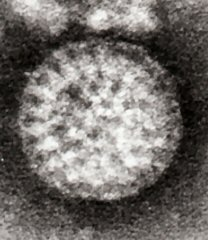
Одна з оригінальних електронних мікрофотографій вірусу Флюветта

У 1943 році Яків Лайт і Горацій Ходс довели, що фільтрівний агент у фекаліях дітей з інфекційною діареєю також спричинює її у великої рогатої худоби. Через три десятиліття на збережених зразках агента показано, що то був ротавірус. У наступні роки було доведено, що вірус у мишей пов'язаний з вірусом, який спричинює діарею. У 1973 році Рут Бішоп і її колеги описали зв'язок вірусів, які вони виявили у дітей, з гастроентеритом.
У 1974 році Томас Генрі Флюветт запропонував назву ротавірус після того, як побачив через електронний мікроскоп, що ротавірусна частинка нагадує колесо (лат. rota); назва була офіційно визнана Міжнародним комітетом з таксономії вірусів через чотири роки. У 1976 році такі віруси були описані у декількох інших видів тварин. Ці віруси, які спричинюють гострий гастроентерит, були визнані патогеном, який уражає як людей, так і тварин у всьому світі.
Серотипи ротавірусу були вперше описані в 1980 році, а в наступному році, ротавірус від людей був вперше вирощений в клітинних культурах, отриманих з нирки мавпи, шляхом додавання трипсину (фермент, виявлений в дванадцятипалій кишці ссавців, і, як тепер відомо, необхідний для реплікації ротавірусу) в культуральному середовищі.
Можливість вирощення ротавірусу в культурі прискорила темпи досліджень, і до середини 1980-х років перші кандидати у вакцини почали випробовування. У 1998 році ротавірусна вакцина була ліцензована для використання в США. Клінічні дослідження в США, Фінляндії та Венесуелі виявили, що вона від 80 до 100 % ефективна в запобіганні гострої діареї, спричиненої ротавірусом, і дослідники не виявили статистично значущих серйозних побічних ефектів. Однак виробник зняв її з ринку в 1999 році, після того, як було виявлено, що вакцина, можливо, сприяла підвищеному ризику інвагінації кишки, типу кишкової непрохідності, в одного з кожних 12 000 вакцинованих дітей. Цей досвід спровокував напружені дебати про відносні ризики і переваги ротавірусної вакцини.
У 2006 році було продемонстровано, що дві нових вакцини проти ротавірусу А є безпечними і ефективними у дітей, і в червні 2009 року Всесвітня організація охорони здоров'я рекомендувала включити вакцинацію проти ротавірусної інфекції у всі національні програми імунізації для забезпечення захисту від цього вірусу.
Вірус передається фекально-оральним механізмом передачі інфекції. Він заражає і пошкоджує ентероцити, які вистилають тонку кишку і спричинює гастроентерит (який часто називають «шлунковим грипом» попри те, що хвороба не має ніякого відношення до грипу). Хоча ротавірус був виявлений в 1973 році і спричинює до 50 % випадків госпіталізацій з тяжкою діареєю у немовлят і дітей, його значення ще не широко відомо у спільноті охорони суспільного здоров'я, особливо в країнах, які розвиваються На додаток до його впливу на здоров'я людини, ротавірусна інфекція також заражає тварин, і є патогеном для свійської худоби.

## Актуальність

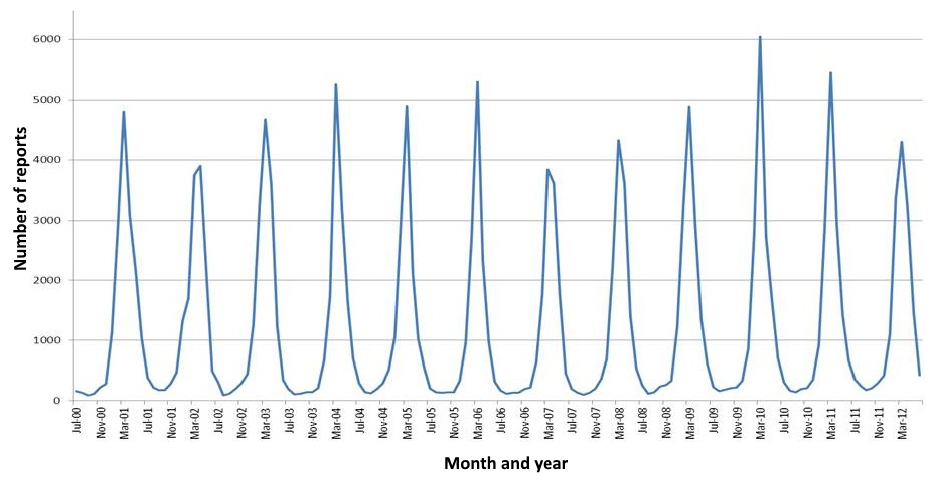
Сезонні коливання ротавирусної інфекції в одній з областей Англії.

Ротавірус А, на частку якого припадає понад 90 % випадків ротавірусного гастроентериту у людини є ендемічним по всьому світу. Кожен рік ротавірус спричинює мільйони випадків діареї в країнах, які розвиваються, майже 2 млн з яких приводять до госпіталізації і приблизно 453 тисяч прогресують до смерті дітей віком менше п'яти років. Це близько 40 % усіх госпіталізацій, пов'язаних з діареєю у дітей у віці до п'яти років у всьому світі.
В одних тільки Сполучених Штатах Америки до початку програми вакцинації ротавірусу — щорічно фіксували понад 2,7 млн випадків ротавірусного гастроентериту, з них 60 000 дітей госпіталізували і 37 з них померли від тяжкого зневоднення. Велику роль ротавірусної інфекції у виникненні діареї не визнають багато працівників охорони громадського здоров'я, особливо в країнах, які розвиваються, хоча майже кожна дитина була заражена ротавірусом до досягнення п'ятирічного віку і ця інфекція є провідною причиною тяжкої діареї у немовлят і дітей (припадає близько 20 % випадків захворювань, і 50 % випадків, які потребували госпіталізації). Ротавірус спричинює 37 % випадків смерті внаслідок діареї і 5 % усіх смертей серед дітей віком до п'яти років. Хворі на ротавірусну інфекцію хлопчики в два рази частіше за дівчаток потрапляють у лікарню.
Ротавірусна інфекція частіше розвивається під час холодних, сухих сезонів. А от кількість випадків ротавірусної інфекції, які виникли через забруднення харчових продуктів, невідома.
Спалахи діареї, яку спричинив ротавірус А, широко поширені серед госпіталізованих немовлят, дітей молодшого віку, які відвідують дитячі садки, і людей похилого віку в будинках пристарілих. У 2005 році зареєстрована найбільша за кількістю захворілих епідемія ротавірусного гастроентериту яка сталася в Нікарагуа. Цей надзвичайно великий і серйозний спалах був пов'язаний з мутаціями геному ротавірусу А, які можливо, допомогли вірусу подолати популяційний імунітет населення. Аналогічний великий спалах відбувся в Бразилії 1977 року.
Ротавірус B, який також має назву «ротавірус діареї дорослих» (ADRV), був причиною значних епідемій тяжкої діареї у тисячі людей різного віку в Китаї. Ці епідемії виникли через забруднення питної води стічними водами. Спалахи ротавірусної інфекції також відбувалися в Індії 1998 року; каузативний штам був названий CAL і, на відміну від ADRV, цей штам є ендемічним. Поки що епідемії, спричинені ротавірусом B, були обмежені материковим Китаєм, але обстеження вказують на відсутність імунітету до цього різновиду в інших країнах.
Ротавірусна інфекція зазвичай є легко керованим дитячим захворюванням, але у всьому світі майже 500 000 дітей у віці до п'яти років досі щорічно вмирають від неї, а майже два мільйони тяжко хворіють на неї. У Сполучених Штатах, до початку програми вакцинації від ротавірусу, він щорічно спричиняв близько 2,7 млн випадків гострого гастроентериту в дітей, майже 60 000 госпіталізацій і близько 37 смертей Кампанії охорони громадського здоров'я по боротьбі з ротавірусом зосереджуються на наданні пероральної регідратаційної терапії для інфікованих дітей та вакцинації, щоб запобігти захворюванню. Частота і тяжкість ротавірусної інфекції значно знизились в країнах, які додали ротавірусну вакцину в свої звичайні протоколи дитячих щеплень.

## Етіологія

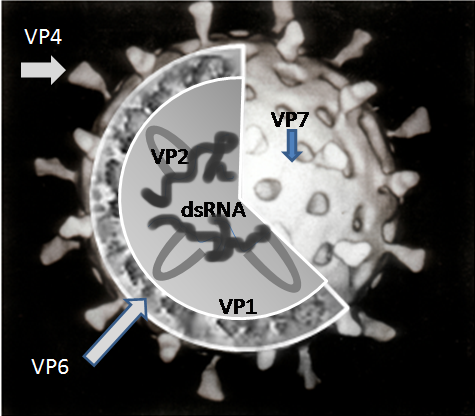
Спрощена схема розташування структурних білків ротавірусу

Причиною ротавірусної інфекції є різні види дволанцюжково-РНК вмістного роду Ротавірус родини Reoviridae. Ротавіруси стійкі в навколишньому середовищі й були знайдені в зразках води з гирла річок на рівні 0,26-1,3 інфекційних частинок на літр. Санітарні заходи, достатні для усунення бактерій і паразитів, ймовірно є неефективними в контролі ротавірусу, оскільки поширеність ротавірусної інфекції у країнах з високими і низькими санітарними нормами схожа.

### Розмноження вірусу
Ротавіруси розмножуються в основному в кишці і заражають ентероцити ворсинок у тонкій кишці, приводячи до структурних і функціональних змін епітелію. Потрійна білкова оболонка робить їх стійкими до кислої PH шлунка і травних ферментів в кишці.
Вірус проникає в клітини шляхом рецептор-опосередкованого ендоцитозу і утворює пухирець, відомий як ендосома. Білки третьої оболонки (VP7 і шип VP4) порушують мембрану ендосом, створюючи різницю в концентрації кальцію. Це спричинює руйнування тримерів VP7 на прості білкові субодиниці, залишаючи оболонки білків VP2 та VP6 навколо дволанцюжкової РНК (англ. dsRNA) вірусу, утворюючи дво-оболонкову частинку (англ. double-layered particle, DLP).
Одинадцять ланцюжків дволанцюжкової РНК залишаються під захистом двох білкових оболонок, а вірусна РНК-залежна РНК-полімераза створює мРНК-записи дволанцюжкового вірусного генома. Залишаючись в ядрі, вірусна РНК ухиляється від вродженої імунної реакції, яка має назву РНК-інтерференції і зумовлюється наявністю дволанцюжкової РНК.
Під час інфекції, ротавірус виробляє мРНК і для біосинтезу білка, і для реплікації генів. Більшість ротавірусних білків накопичуються у віроплазмі, де реплікується РНК і збираються дво-оболонкові частинки. Віроплазма формується навколо клітинного ядра вже через дві години після зараження, і складається з вірусних фабрик, які, ймовірно, утворені двома вірусними неструктурними білками: NSP5 і NSP2. Інгібування NSP5 РНК-інтерференцією призводить до різкого зниження реплікації ротавірусу. Дво-оболонкові частинки мігрують до ендоплазматичного ретикулуму, де вони отримують свою третю, зовнішню оболонку (сформовану VP7 і VP4). Вірусне потомство виходить з клітини шляхом лізису.

### Види родуРотавірус
Існує п'ять видів роду Ротавірус, які називають A, B, C, D та E. Люди переважно заражаються видами A, B і C, найчастіше видом А. Всі п'ять видів спричинюють захворювання у тварин.
Відомі різні штами ротавірусу А, так звані серотипи. Як і для вірусу грипу, подвійна система класифікації використовується на основі двох білків на поверхні вірусу. Глікопротеїн VP7 визначає серотипи G, а протеазо-чутливий білок VP4 визначає серотипи P. Оскільки два гени, які визначають G-типи і P-типи, можуть окремо передаватись потомству вірусів, відомі різні комбінації.

## Епідеміологічні особливості
Ротавірус передається фекально-оральним механізмом передачі інфекції, через контакт із забрудненими руками, поверхнями і об'єктами, і, можливо, через виділення з поверхні епітелію ротоглотки з дихальним секретом.
Фекалії інфікованої людини можуть містити більше 10 трильйонів інфекційних частинок на грам; і менше, ніж 100 з них, потрібні для передачі інфекції іншій людині.

## Патогенез

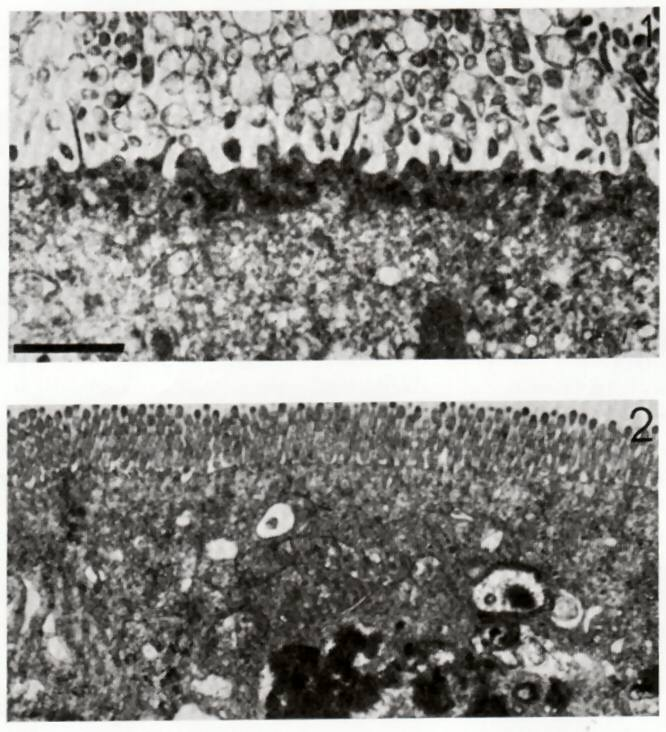
Мікрофото електронним мікроскопом ентероциту, зараженого ротавірусом (вгорі), порівняно з неінфікованою клітиною (внизу). Лінійка = близько 500 нм

Діарею спричиняють декілька видів вірусу. Мальабсорбція виникає через руйнування клітин тонкої кишки — ентероцитів. Токсичний білок ротавірусу NSP4 індукує секрецію  і кальцєвих іон-залежних хлоридів, порушує реабсорбцію води за допомогою SGLT1-транспортера, швидше за все знижує активність дісахарідазу граничних клітин ворсинок і, можливо, активує кальцій-іон-залежні секреторні рефлекси ентеральної нервової системи. Здорові ентероцити секретують лактазу в тонкій кишці; непереносність молока внаслідок лактазної недостатності є симптомом ротавірусної інфекції, який може зберігатися протягом тижнів. Часто за поверненням молока в раціон дитини слідує повторення помірної діареї внаслідок бактеріальної ферментації дисахариду лактози в тонкій кишці.

## Клінічні прояви
Ротавірусний гастроентерит є захворюванням, яке характеризується блюванням, водянистою діареєю і субфебрильним підвищенням температури тіла. Після зараження дитини вірусом, інкубаційний період до появи симптомів триває близько двох днів. Хвороба часто починається з блювання, потім приєднується рясна діарея протягом чотирьох-восьми днів. Зневоднення є більш поширеним при ротавірусній інфекції, ніж у більшості тих, які спричинюють патогенні бактерії, і є найбільш частою причиною смерті при ротавірусній інфекції.
Зараження ротавірусом А може відбуватися протягом усього життя: перші зараження зазвичай є симптомними, але наступні інфекції, як правило, легкі або безсимптомні, оскільки імунна система забезпечує деякий захист.:106–124 Відповідно, відсоток симптоматичного поширення інфекції є найбільш високим у дітей віком до двох років і поступово зменшуються у бік 45-річного віку. Інфекція у новонароджених дітей, хоча і відбувається часто, проте перебігає легко або безсимптомно; найбільш тяжкі прояви зазвичай виникають у дітей від шести місяців до двох років, літніх людей, і тих, у кого порушена або відсутня імунна система. За рахунок імунітету, надбаного в дитинстві, більшість дорослих несприйнятливі до ротавірусної інфекції; гастроентерит у дорослих зазвичай має інші причини, ніж ротавірусну, але безсимптомні інфекції у дорослих можуть підтримувати передачу ротавірусної інфекції в популяції.

## Діагностика
У більшості дітей, які потрапляють у лікарню з гастроентеритом, проводиться дослідження на ротавірус А.
Специфічна діагностика ротавірусної інфекції включає виявлення антигенів ротавірусу в дитячих фекаліях шляхом імуноферментного аналізу. На світовому ринку існує кілька ліцензованих тестових наборів, які є чутливими, специфічними і виявляють усі серотипи ротавірусу А. Інші методи, такі як електронна мікроскопія та ПЛР, використовуються в науково-дослідних лабораторіях. Зворотна транскрипція-полімеразна ланцюгова реакція (зт-ПЛР, англ. Reverse transcription-polymerase chain reaction) дозволяє виявити та ідентифікувати всі види і серотипи ротавірусу людини.

## Лікування
Лікування гострої ротавірусної інфекції є неспецифічним патогенетичним, включає компенсацію зневоднення, підтримку гідратації на належному рівні. За відсутності такого лікування, дитина може загинути внаслідок дегідратаційного шоку. Залежно від тяжкості лікування складається або з оральної регідратації, протягом якої дитина отримує додаткову воду для пиття, яка містить необхідні кількості солей і сахарози, або з внутрішньовенного введення відповідних сольових розчинів та введення оральних сумішей через назогастральний зонд. Здійснюють контроль електролітів і глюкози в крові дитини. Антибіотики не рекомендують.
Ротавірусна інфекція рідко спричинює ускладнення. І для дитини при належному лікуванні та нагляді прогноз на життя позитивний.

## Профілактика
Оскільки покращення санітарних умов не знижує захворюваність на ротавірусну інфекцію, а рівень госпіталізації залишається високим, попри використання препаратів оральної регідратації, основним запобіжним заходом є вакцинація. На світовому ринку дві вакцини проти ротавірусної інфекції вважаються безпечними та ефективними для дітей: Rotarix від GlaxoSmithKline і RotaTeq від Merck & Co. Обидві вони приймаються орально і містять ослаблений живий вірус.
Ротавірусні вакцини ліцензовані у понад 100 країнах, але тільки в 17 країнах введена рутинна вакцинація від ротавірусної інфекції. Після введення рутинної вакцинації проти ротавірусної інфекції у США у 2006 році, «вплив на суспільне здоров'я ротавірусного гастроентериту швидко і різко скоротився», попри нижчі рівні охоплення порівняно з іншою регулярною імунізацією дітей. Клінічні випробування ротавірусної вакцини Rotarix у Південній Африці та Малаві, виявили, що вакцина сприяє значному зменшенню числа випадків тяжкої діареї, яку спричинює ротавірус. Кокранівський огляд 2012 року 41 клінічного випробування, які охоплювали 186 263 учасників, дійшов висновку, що Rotarix і RotaTeq є ефективними вакцинами. Інші ротавірусні вакцини перебувають на стадії розробки. Всесвітня організація охорони здоров'я (ВООЗ) рекомендує внесення ротавірусної вакцини до усіх національних програм імунізації. Частота і тяжкість ротавірусної інфекції значно знизилися в країнах, які виконали цю рекомендацію.
«Rotavirus Vaccine Program» є співпрацею між PATH, ВООЗ і Центрами контролю і профілактики захворювань США і фінансується «GAVI Alliance». Програма спрямована на зниження дитячої захворюваності та смертності від діарейних хвороб шляхом забезпечення доступності вакцини проти ротавірусу для використання в країнах, які розвиваються.

## Ротавірусні хвороби у тварин
Ротавіруси уражають молодняк багатьох видів тварин і вони є однією з основних причин діареї у диких і свійських тварин по всьому світу. Як патоген свійської худоби, особливо у малих телят і поросят, ротавіруси зумовлюють економічні втрати фермерів за рахунок витрат на лікування, пов'язаних з високою захворюваністю і смертністю. Ці ротавіруси є потенційним резервуаром для генетичного обміну з ротавірусами людини. Існують певні докази, що ротавіруси тварин можуть заразити людей, або шляхом прямої передачі вірусу, або шляхом внесення одного або декількох сегментів РНК до реасортименту з ланцюжками ротавірусів людини.